# Гавриши
Гавриши (укр. Гавриші) — посёлок в Сухининском сельском совете Богодуховского района Харьковской области Украины.
Код КОАТУУ — 6320888105. Население по переписи 2001 года составляло 305 человек (144 мужчины и 161 женщина).

## Географическое положение
Посёлок Гавриши находится на железнодорожной ветке Богодухов — Люботин, в 2-х км от станции Гавриши.

## История
- 1794 - дата основания.
- 1943 - Курская битва, Богодуховское направление.

## Экономика
- «Ласточка», лагерь для детей-сирот с проблемами слуха.